# Koalitionskrieg
Ein Koalitionskrieg bezeichnet eine militärische Auseinandersetzung oft größeren Ausmaßes, die von mehreren Staaten (häufig „Alliierte“) gegen einen gemeinsamen Feind geführt wird.

## Bekannte Beispiele
Solche Kriege sind z. B. die von den wichtigsten europäischen Mächten gegen Ludwig XIV. von Frankreich geführten Kriege in den Jahren 1673 bis 1678 (u. a. Holländischer Krieg), 1688 bis 1697 (u. a. Pfälzischer Erbfolgekrieg) und 1701 bis 1714 (u. a. Spanischer Erbfolgekrieg).
Insbesondere werden aber die zwei von 1792 bis 1802 gegen die Erste Französische Republik sowie die vier von 1805 bis 1814/1815 gegen das Erste Kaiserreich unter Napoleon geführten Kriege darunter verstanden (siehe Koalitionskriege).
Ebenso werden die Kriege 1991 und 2003 gegen den Irak als Koalitionskriege bezeichnet.